# Шахрайство з цінними паперами
Шахрайство з цінними паперами (фондове шахрайство або інвестиційне шахрайство) — оманлива практика на фондових або товарних ринках, яка змушує інвесторів приймати рішення про купівлю або продаж цінних паперів на основі неправдивої інформації, яка часто призводить до втрат, або до порушення законодавства про цінні папери. Пропозиції ризикованих інвестиційних можливостей для недосвідчених інвесторів, які не в змозі оцінити ризик адекватно і не може дозволити собі втрату капіталу є центральною проблемою.
Шахрайство з цінними паперами може також включати в себе пряму крадіжку з боку інвесторів (розкрадання біржовиками), маніпуляцію з акціями, неточності на фінансових звітах публічної компанії, і навіть брехня корпоративного аудитора. „Шахрайство з цінними паперами“ охоплює широкий спектр інших дій, в тому числі з цінними паперами, переднім ходом і інших незаконних дій в торговому залі, на фондовій або товарній біржі.

## Види шахрайства з цінними паперами

### Корпоративне шахрайство

#### Корпоративний проступок
Шахрайство з боку корпоративних посадовців високого рівня стало предметом широкої національної уваги протягом початку 2000-х років, як приклад корпоративних офіцерських проступків в Корпорації Enron. Це стало проблемою такого масштабу, що адміністрація Буша оголосила, що він характеризувався „агресивною програмою“ проти корпоративного шахрайства. Менш широко розрекламовані прояви тривають, такі як впевненість в шахрайстві з цінними паперами Чарльза Е. Джонсона-молодшого, засновника PurchasePro в травні 2008 року Директор ФБР Роберт Мюллер передбачив в квітні 2008 року, що випадки корпоративного шахрайства будуть рости через іпотечну кризу.

#### Фіктивні корпорації
Фіктивні корпорації можуть бути створені шахраями, щоб створити ілюзію існуючоюї корпорації з аналогічною назвою. Шахраї продають цінні папери у фіктивну корпорацію шляхом введення в оману інвестора, той натомість думає, що купує акції в реальній корпорації.

### Інтернет-шахрайство
За словами співробітників правоохоронних органів Комісії з цінних паперів і бірж, злочинці використовують схеми накачування і скидання, в якому брехня і / або шахрайська інформація поширюється в чатах, форумах, інтернет-дошках і електронною поштою (у вигляді спаму), з метою різкого збільшення цін на торгові акції або акції підставних компаній .
Коли ціна досягає певного рівня, злочинці одразу ж продають свої запаси таких компаній, отримуючи значний прибуток до того, як ціна акцій опуститься до звичайного низького рівня. Всі покупці акцій, які не знають про шахрайство стають жертвами, як тільки ціна падає.
Інтернет-шахрайство знаходиться в декількох формах:
- Онлайн інвестиційно — інформаційні бюлетені, які безкоштовно пропонують на перший погляд об'єктивну інформацію про компанію, надають її ознаки або рекомендують її[8]
- Дошка оголошень, яка часто містить шахрайські повідомлення від торгашів[9]
- Електронна пошта (спам) від злочинців про шахрайства[10]

### Інсайдерська торгівля
Є два типи „інсайдерської торгівлі“. По-перше, торгівля акціями корпорації, або інших цінних паперів, корпоративних інсайдерів, таких як співробітники, ключові співробітники, директори або власники більш ніж на десять відсотків акцій фірми. Це, як правило, законно, але є певні вимоги до звітності.
Інший тип інсайдерської торгівлі є купівля або продаж цінних паперів на основі непублічної інформації. Цей вид торгівлі є незаконним в більшості випадків. В незаконній інсайдерській торгівлі, інсайдер або пов'язана сторона угоди на основі непублічної інформації, отримує в ході виконання обов'язків інсайдера в корпорації, або іншим чином незаконно привласнених даних.

### Бухгалтерське шахрайство
У 2002 році хвиля окремих, але часто пов'язаних бухгалтерських скандалів стала відома громадськості в США Всі провідні бухгалтерсько фірм-Arthur Andersen, Deloitte & Touche, Ernst & Young, KPMG, Pricewaterhouse Coopers- і інші визнали, або мали були пред'явити звинувачення через халатність, щоб виявити і запобігти публікації фальсифікованих фінансових звітів їх корпоративних клієнтів, які мали дати ефект спотвореного уявлення про фінансовий стан своїх компаній.

### Котельні
Котельні є брокерськими фондами, які ставлять надмірний тиск на клієнтів в торгівлю з використанням телепродажу. Деякі Котельні пропонують клієнтам угоди обманним шляхом, наприклад, з нерозкрито вигідними відносинами до брокерських. Деякі „котельні“ не мають ліцензії, але можуть бути „прив'язані“ до агентів брокерського будинку, який сам по собі має ліцензію. Цінні папери, продані в котельнях, включають товари та приватні розміщення, а також запаси MicroCap, неіснуючі або проблемні запаси і запаси, надані посередником в невстановленій розмітці.

### Шахрайство взаємного фонду
Ряд великих брокерських і взаємних фондів фірм звинувачуються в різних обманних діях, які ставлять в несприятливе становище клієнтів. Різні правила взаємного фонду були введені в дію, щоб обмежити цю практику. Взаємний фонд має нерозкриті угоди з клієнтами, щоб забезпечити короткострокову торгівлю.

### Короткий продаж
Короткі продажі вважаються шахрайством з цінними паперами, оскільки вони можуть знизити ціни на акції. В коротких продажах, акції продаються без запозичень і без будь-якого наміру брати в борг. Практика поширення неправдивої інформації про запаси знижує свою ціну.

## Проникність шахрайства з цінними паперами
Цінні папери щодо захисту прав інвесторів а також державні регулятори цінних паперів дають інформацію про шахрайські інвестиції в Сполучених Штатах, які коливаються від $ 10- $ 40 млрд на рік. З цього числа, за оцінками SIPC, що $ 1-3 млрд безпосередньо пов'язані з MicroCap акцій шахрайства. Шахрайські схеми, вчинені в цінними паперами і товарно-сировинних ринках в кінцевому підсумку може надати руйнівну дію на життєздатність і функціонування цих ринків.
Дії з цінними паперами класу шахрайства та їх позови зросли на 43 відсотки в період між 2013—2015 роками, відповідно до Stanford Law School цінних паперів класу дії координаційного центру. Протягом 2013 і 2015 років, дії класу шахрайства з цінними паперами були під впливом ринкових широких подій, таких, як скандал іпотечної кризи. Шахрайство з цінними паперами судових процесів залишається нижче середніх історичних значень.
Деякі прояви цього шахрайства найбільше виражаються через інтернет, це дає злочинцям більший доступ до видобутку. Обсяг торгів на ринку цінних паперів і товарно-сировинних ринках призвело до зростання шахрайства і неправомірних дій з боку інвесторів, керівників, акціонерів та інших учасників ринку.
Шахрайство з цінними паперами стає все більш складним, так як галузь розвивається з більш складними інвестиційними коштами. Крім того, злочинці розширюють сферу їх шахрайства і шукають нові схеми для нових ринків та нових інвесторів,.
Відновлення активів з доходів від шахрайства з цінними паперами є ресурсоємним і дорогим заходом через спритність шахраїв в приховуванні активів і відмивання грошей, а також тенденції багатьох злочинців, щоб бути марнотратними розтринькувачами.
Іноді втрати, викликані шахрайством з цінними паперами важко піддаються кількісній оцінці. Наприклад, в інсайдерській торгівлі можна підвищити вартість капіталу для емітентів цінних паперів, тим самим знижуючи загальне економічне зростання.

## Характеристики жертв і злочинців
Будь-який інвестор може стати жертвою, але людина у віці п'ятдесяти років і старша, найчастіше стає жертвою як прямий покупець цінних паперів або непрямий покупець через пенсійні фонди. Мало того, що жертвами можуть стати інвестори, але ними можуть стати і кредитори, податкові органи, співробітники тощо.
Потенційні злочинці які пов'язані із шахрайством з цінними паперами включають будь-якого нечесного чиновника в компанії, який має доступ до заробітної плати або фінансових звітів, яким можна маніпулювати, щоб:
- переоцінювати активи
- завищувати доходи
- занижувати витрати
- занижувати зобов'язання

## Регулювання і переслідування шахрайства з цінними паперами
Регулювання і переслідування порушень із шахрайством з цінними паперами здійснюється на широкому фронті, за участю численних урядових установ та організацій. Одним із способів регулювання і обмеження конкретного виду шахрайства, скоєного за допомогою маніпуляторів, є цільовою категорією запасів найбільш часто пов'язаних з цією схемою. Забезпечення регулювання та усунення шахрайства повинне відповідати ряду специфічних стандартів. Критерії включають ціну, ринкову капіталізацію, а також мінімальний акціонерний капітал. Цінні папери, які обертаються на національній фондовій біржі, незалежно від ціни, звільняються від регулюючого призначення як запасу, так як вважається, що обмін торгування цінними папери є менш вразливими для маніпулювання.